# Amanda Azevedo (atriz)
Amanda Vaz de Azevedo (Santos, 25 de julho de 1996) é uma atriz e roteirista brasileira. Ganhou destaque em 2022 por interpretar Luiza Rocha, uma das protagonistas da série De Volta aos 15 da Netflix. Como roteirista, ficou conhecida pela websérie autoral de humor Call com Cleo, em que escreveu, atuou, dirigiu e produziu durante a quarentena da pandemia de COVID-19, sendo indicada em festivais internacionais.

## Biografia e carreira
Nascida em Santos, Amanda começou no teatro com 7 anos na Oficina dos Menestréis. Atuou em mais de 20 peças amadoras e profissionais, tendo também produzido uma delas com o grupo Artéria Teatral, do diretor Mario Costaz. No audiovisual, atuou em webséries e curta-metragens independentes, produzidos tanto em São Paulo quanto em Nova York, onde morou por alguns meses para estudar. 
Durante a pandemia de COVID-19, Amanda participou da peça on-line Olhei pro Buraco e Era um Olho Mágico, com direção da Estrela Straus e criação coletiva da dramaturgia. Além disso, ganhou reconhecimento nas redes sociais com o seu primeiro projeto autoral Call com Cleo, indicada em festivais internacionais como o Rio Webfest, na categoria Melhor Websérie Vertical, Melhor Websérie Brasileira e Melhor Atriz de Comédia. Além disso, ganhou menção de atuação no Festival de Cinema de Londres. Amanda estreou no streaming em 2022, com a série da Netflix De Volta aos 15, como parte do elenco principal, interpretando a personagem Luiza Rocha, irmã de Anita (Maisa Silva). 
Na publicidade, já participou de campanhas veiculadas tanto no Brasil quanto na América Latina.

## Filmografia

### Televisão
| Ano       | Título          | Papel           | Notas                      |
| --------- | --------------- | --------------- | -------------------------- |
| 2020–22   | Call com Cleo   | Cleonice (Cleo) | Websérie; Elenco principal |
| 2022–2024 | De Volta aos 15 | Luiza Rocha     | Elenco principal           |

### Cinema
| Ano  | Título             | Papel           | Notas                       |
| ---- | ------------------ | --------------- | --------------------------- |
| 2019 | Finding Love       |                 | Curta-metragem independente |
| 2023 | Vácuo              | Isabel          |                             |
| 2023 | As Horas Seguintes | Cristina (Cris) | Longa-metragem              |
| 2023 | O Seguidor         | Erica           | Curta-metragem              |
| 2024 | Requiem            | Isabel          |                             |

### Teatro
| Ano  | Título                                | Personagem/Função                   |
| ---- | ------------------------------------- | ----------------------------------- |
| 2013 | Lisbela e o Bem Amado                 | Lisbela                             |
| 2015 | Nenhum Mistério                       | Elenco principal                    |
| 2017 | Guarde um Beijo Meu                   | Protagonista e produtora            |
| 2020 | Olhei pro Buraco e Era um Olho Mágico | Elenco principal e criação coletiva |

## Prêmios e indicações
| Ano  | Prêmio                                     | Categoria                    | Trabalho      |
| ---- | ------------------------------------------ | ---------------------------- | ------------- |
| 2020 | Rio Webfest                                | Melhor Websérie Vertical     | Call com Cleo |
| 2021 | Rio Webfest                                | Melhor Atriz de Comédia      | Call com Cleo |
| 2021 | Rio Webfest                                | Melhor Websérie Brasileira   | Call com Cleo |
| 2022 | London International Film Festival (LIMFF) | Honorable Mention for Acting | Call com Cleo |
| 2022 | Seoul Webfest                              | Melhor Websérie Vertical     | Call com Cleo |
| 2022 | FestCine Pedra Azul                        | Melhor Websérie Brasileira   | Call com Cleo |
| 2022 | Super 9 Mobile Film Fest                   | Melhor Websérie              | Call com Cleo |